# 2 Łotewski Pułk Policyjny Kurzeme
2 Łotewski Pułk Policyjny „Kurzeme” (niem. Lettisches Polizei Regiment 2 „Kurzeme”) – kolaboracyjna jednostka policyjna złożona z Łotyszy podczas II wojny światowej

## Historia
Został sformowany w II poł. września 1944  w miejsce 2 Łotewskiego pułku policyjnego „Liepāja”. Na jego czele stanął Waffen-Obersturmbannführer der SS Nikolajs Rusmanis. Pułk nie wziął udziału w walkach. W październiku tego roku przetransportowano go drogą morską do Gdańska. Stamtąd przybył do Torunia, gdzie został rozformowany. Policjanci zasilili 15 Dywizję Grenadierów SS jako Waffen-SS Grenadier Regiment 2 „Kurland”.